# ジャイルジーニョ
ジャイルジーニョ (Jairzinho) こと、ジャイール・ヴェントゥーラ・フィリョ（Jair Ventura Filho、1944年12月25日 - ）は、ブラジル・リオデジャネイロ出身の元サッカー選手、サッカー指導者。

## 経歴

### クラブ歴
1959年、15歳でボタフォゴの左ウイングとしてプロデビューした。ジャイルジーニョの本来のポジションは右ウイングだったが、当時のボタフォゴの右ウイングには彼のヒーローでもあったガリンシャがいたため、主に左ウイングまたはセンターフォワードとしてプレーし、ガリンシャが不在時のみ右ウイングを務めた。後にガリンシャ右ウイングのポジションを奪い、リオ・デ・ジャネイロ州選手権を4度制した。
1974年にフランスのオリンピック・マルセイユに移籍したが短期間でブラジルに帰国。1976年に加入したクルゼイロで同年のコパ・リベルタドーレスに優勝した。

### 代表歴
1964年、怪我のガリンシャに代わって19歳でブラジル代表デビュー。2年後の1966 FIFAワールドカップでは右ウイングにガリンシャがいたために左ウイングとして出場した結果、本領が発揮できず、チームも敗退。大会終了後、ガリンシャが代表から引退したため、以後は右ウイングとしてプレーする。
1970年大会では、ワールドカップ史上初となる初戦から決勝戦までの全試合でゴールを決め（1次リーグ初戦チェコスロバキア戦で2得点、以降の5試合は各1得点）、ブラジル代表の3度目の優勝に貢献した。ワールドカップ6試合連続の得点は1958年大会のジュスト・フォンテーヌと共にタイ記録である。
自身3度目のW杯となった1974 FIFAワールドカップでは2ゴールを挙げ、大会後に実質的に代表から退く。1982年3月3日、チェコスロバキアを相手に引退試合を行った。

### 引退後
1999年、ワールドサッカー誌の20世紀の偉大なサッカー選手100人で27位に選出された。
2003年にガボン代表監督に就任したが、2006 FIFAワールドカップ本大会への出場が果たせず、2005年9月に解任された。ブラジルのサンクリストヴァンを率いていた際には、当時14歳だったロナウドを見いだした。
現在はリオデジャネイロ近郊のファヴェーラで青少年に無料でサッカーを教えている。